# Isa Barzizza

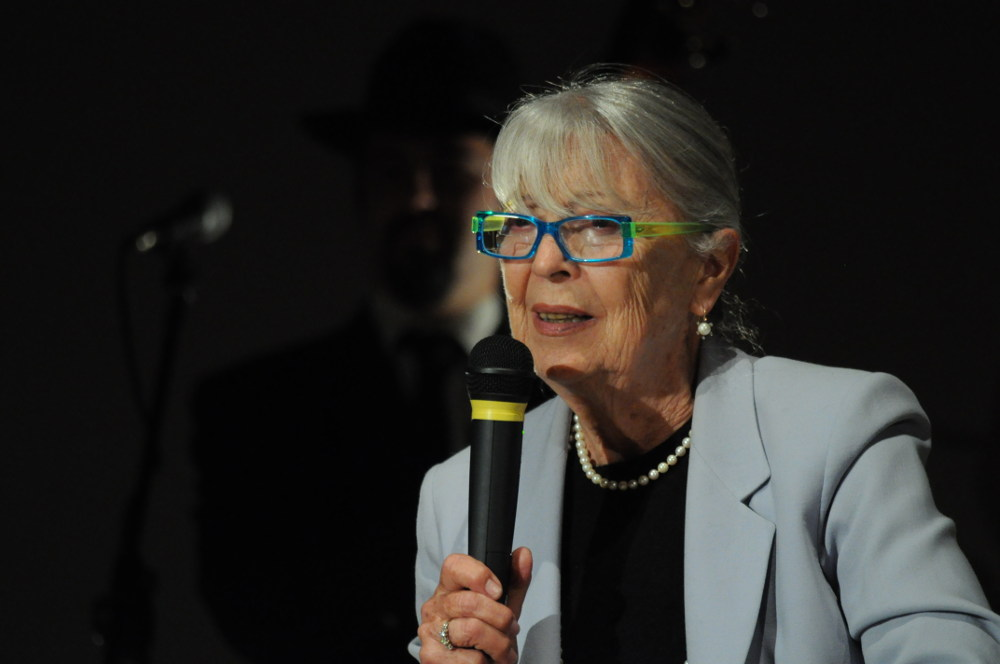
Isa Barzizza (2010)

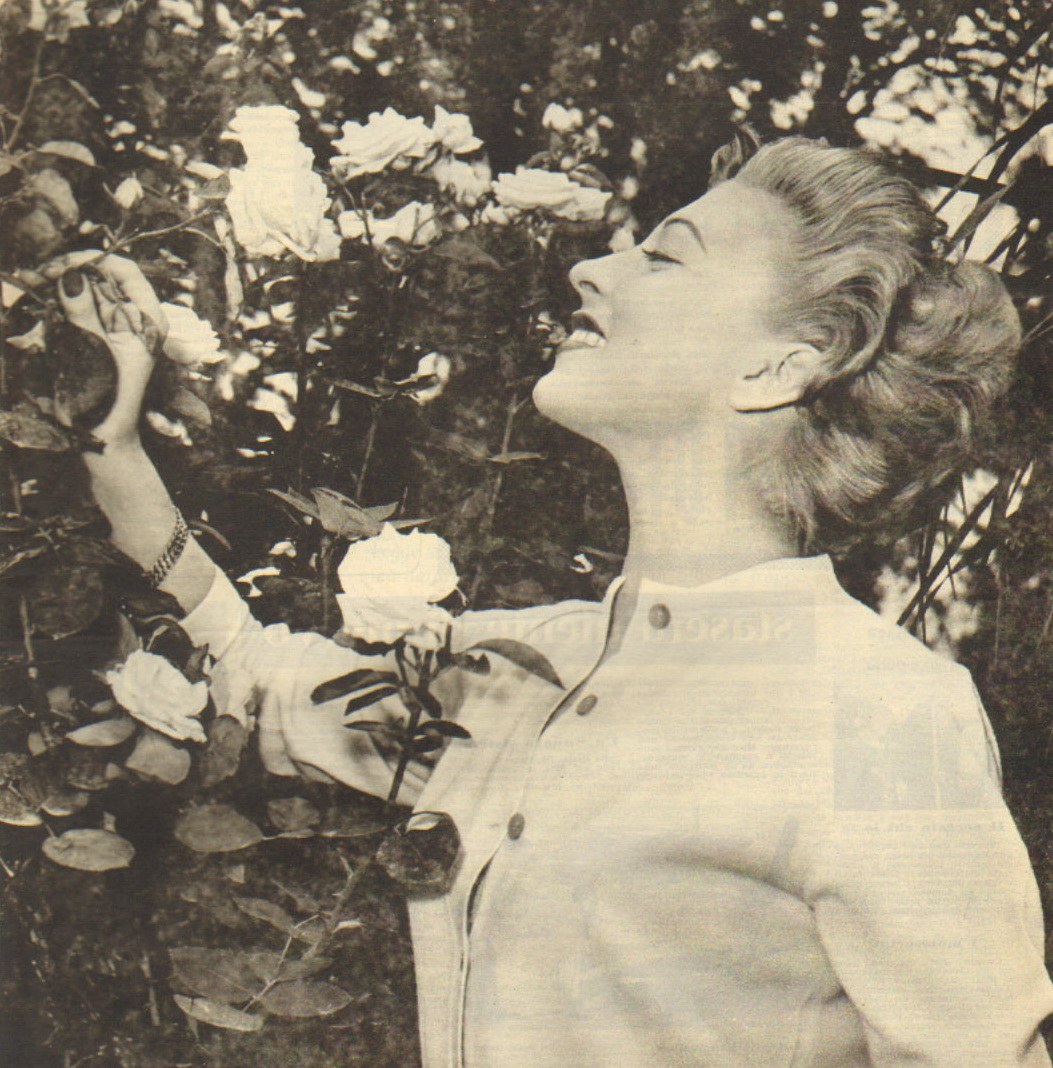
Isa Barzizza (1952)

Isa Barzizza (eigentlich Luisita Barzizza; * 22. November 1929 in Sanremo; † 28. Mai 2023 in Palau) war eine italienische Schauspielerin auf der Bühne, im Film und im Fernsehen.

## Biografie
Die Tochter des Orchesterleiters und Filmkomponisten Pippo Barzizza ging auf das Liceo Classico Vincenzo Gioberti in Turin und begann gleichzeitig mit Aktivitäten auf der Bühne in Nebenrollen, wobei sie mit Künstlern wie Ruggero Ruggeri, Elsa Merlini und 1941/1942 mit Eduardo De Filippo und seinen Geschwistern spielte.
Durch die persönliche Fürsprache Erminio Macarios bei ihrem Vater konnte sie ihre Ausbildung abbrechen und in einer von Macarios Revuen auftreten. Barzizza debütierte mit Le educande di San Babila im Jahr 1947, gefolgt von Follie di Amleto Schnell wurde sie aufgrund ihrer angenehmen, charmanten Erscheinung und ihres frechen, witzigen Tones zu einer beliebten Darstellerin und Soubrette in leichten und musikbetonten Bühnenstücken.
Nach ihren ersten Bühnenerfahrungen neben Macario wurde Totò Barzizzas zweiter Lehrmeister, der ihr weitere Kniffe und Geheimnisse der Schauspielerei beibrachte: den direkten Kontakt mit dem Publikum zur Unterstützung komischer Szenen, das Benutzen von Mimik ebenso wie den Einbezug des Bühnenraumes. Sie trat auch mit Totò in zwei Stücken auf: in C’era una volta il mondo im Jahr 1948 und im Folgejahr in Bada che ti mangio, in welchem der berühmte Schlafwagen-Sketch erstmals gezeigt wurde, der später in den Film Totò a colori (1952) integriert wurde. Im Laufe der Zeit wurde er auf der Bühne von anfangs 7 Minuten bis auf eine Dreiviertelstunde ausgedehnt.
Ebenfalls neben Totò hatte zuvor Barzizzas Kinodebüt in I due orfanelli 1947 stattgefunden. Es war der erste von elf gemeinsamen Filmen. Insgesamt umfasst ihre Filmografie rund dreißig Filme; etliche davon drehte sie in Nebenrollen von Komödien ihrer männlichen Bühnenpartner. In Gran varietà aus dem Jahr 1954 spielte sie eine Hauptrolle und sang einen Blues.
In der Saison 1951/1952 arbeitete sie mit den erfahrenen Stückeschreibern Garinei und Giovannini, die ihr und ihrem Humor das revuehafte Stück Gran baldoria auf den Leib schrieben, das auch beim Publikum ein großer Erfolg wurde. In derselben Spielzeit war sie in William Shakespeares Was ihr wollt auf der Theaterbühne unter der Regie von Renato Castellani zu sehen.
Am 3. Januar 1954, dem Beginn italienischer Fernsehausstrahlung, trat sie für die RAI in Carlo Goldonis Osteria della posta auf. Viele andere Komödien für das Programm folgten. In der Spielzeit 1955/1956 hatte sie wieder mit einem Bühnenstück Erfolg: Die musikalische Komödie Valentina, die Geschichte zweier Liebenden, die einen Zeitsprung machen, kam ebenso beim Publikum an wie die für das Fernsehen durch Regisseur Daniele D’Anza realisierte Wonder Bar 1955.
1960 brach Barzizza plötzlich ihre Bühnenkarriere ab; Anlass war der Unfalltod ihres Mannes, des Fernsehregisseurs Carlo Alberto Chiesa. Für einige Jahre widmete sie sich ausschließlich der Erziehung der gemeinsamen Tochter. Sie fand im Architekten Enzo Villoresi ihren neuen Lebensgefährten. Sie gründete eine Synchronfirma und widmete sich dieser Arbeit aktiv und als künstlerische Leiterin der Gesellschaft.
Erst zu Beginn der 1990er Jahre kehrte Barzizza auf die Theaterbühne zurück; erneut in Komödien wie La pulce nell’orecchio unter der Regie von Gigi Proietti, oder Arsen und Spitzenhäubchen, das Mario Monicelli inszenierte. 1995 nahm sie am Festival von Spoleto mit The Last Yankee von Arthur Miller teil und spielte vier Jahre später neben Lauretta Masiero in einer Bühnenversion von Aldo Palazzeschis Sorelle Materassi.
Für Fernseharbeiten stand sie nun auch wieder zur Verfügung; für Raitre war sie 1989 in der Dokufiktion Mai dire mai neben Fabio Fazio und Giampiero Mughini zu sehen; bei Raiuno in der Fernsehserie Non lasciamoci più 1999 und 2001.
Nach einigen Filmen zu Ende der 1990er Jahre und Anfang des 21. Jahrhunderts war Barzizza 2012 nach langer Zeit wieder im Kino zu sehen: In Viva l’Italia interpretierte sie die Rolle der Marisa, einer alten Krankenhauspatientin.
Im Mai 2023 starb Barzizza im Alter von 93 Jahren.

## Filmografie (Auswahl)
- 1947: Dove sta Zaza?
- 1950: Die große Schau (Botta e risposta)
- 1950: Süßer Reis (L’inafferabile 12)
- 1952: Ein Auto macht noch keinen Millionär (Cinque poveri in automobile)
- 1952: Wir tanzen auf dem Regenbogen (Senza veli)
- 1953: Es ist nie zu spät (Non è mai troppo tardi)
- 1953: Die Tochter der Kompanie (La figlia del reggimento)
- 1954: Die Rache der schwarzen Maske (Le avventure di Cartouche)
- 1974: Wir waren so verliebt (C’eravamo tanto amati)
- 2012: Viva l’Italia

## Bibliografie
- AA.VV. Almanacco Bompiani 1975 Il teatro di rivista italiano.